# Kevin-Prince Boateng
Kevin-Prince Boateng (ur. 6 marca 1987 w Berlinie Zachodnim) – niemiecko-ghański piłkarz, który występował na pozycji napastnika. Reprezentant Ghany w latach 2010–2014. Uczestnik Mistrzostw Świata 2010 i 2014.

## Kariera klubowa
W latach 2005–2007 Boateng występował w niemieckiej Hercie BSC, dla której wystąpił w 43 meczach i strzelił 5 bramek. W lipcu 2007 podpisał czteroletni kontrakt z Tottenhamem Hotspur. 12 stycznia 2009 został wypożyczony do Borussii Dortmund i po zakończeniu ligowych rozgrywek powrócił do Tottenhamu. 28 sierpnia 2009 został piłkarzem Portsmouth, do którego trafił za 4 miliony funtów. 14 sierpnia 2010 zawodnik podpisał kontrakt z Genoą. Od razu dostał jednak zgodę na treningi z Milanem, do którego dołączył po przejściu testów medycznych na zasadzie rocznego wypożyczenia z opcją pierwokupu. W zamian za wypożyczenie, AC Milan oddał zespołowi z Genui połowy kart Rodneya Strassera i Giacoma Beretty. 30 sierpnia 2013 Boateng został piłkarzem FC Schalke 04. W maju 2015 FC Schalke 04 zerwało kontrakt z Sidneyem Samem i Boatengiem. 4 stycznia 2016 Milan poinformował o podpisaniu półrocznego kontraktu z Boatengiem. 
28 września 2020 roku podpisał roczny kontrakt z włoskim klubem AC Monza, występującym w Serie B, zaś po roku wrócił do swojego klubu młodości Herthy BSC, gdzie w sierpniu 2023 zakończył karierę piłkarską.

## Kariera reprezentacyjna
Zawodnik reprezentował barwy reprezentacji Niemiec do lat 15, 16, 19 i 21 łącznie w 41 spotkaniach. Ostatecznie zdecydował się jednak na reprezentowanie barw Ghany, z którą wystąpił na Mistrzostwach Świata 2010. W listopadzie 2011 zakończył reprezentacyjną karierę z powodu trapiących go co jakiś czas kontuzji, przez które nie mógłby występować na dwóch frontach naraz. 24 sierpnia 2013 oficjalnie potwierdził powrót do reprezentacji Ghany. Wystąpił na Mundialu w Brazylii 2014.

## Sukcesy

### AC Milan
- Mistrzostwo Włoch: 2010/2011
- Superpuchar Włoch: 2011

### Eintracht Frankfurt
- Puchar Niemiec: 2017/2018

### FC Barcelona
- Mistrzostwo Hiszpanii: 2018/2019

### Indywidualne
- Medal Fritza Waltera: Brąz w 2005 (U-18)[a]

## Życie prywatne
Przyrodni brat Kevina-Prince'a, Jérôme, jest graczem US Salernitana 1919 i reprezentantem Niemiec. Dziadek Boatenga był kuzynem Helmuta Rahna, piłkarza, który w finale Mistrzostw świata w 1954 strzelił gola dającego zwycięstwo drużynie RFN.